# Adolf Láng (Architekt, 1848)
Adolf Alexander Láng (* 15. Juni 1848 in Prag, Kaisertum Österreich; † 2. Mai 1913 in Wien, Österreich-Ungarn) war ein ungarischer Architekt des Historismus.

## Leben
Láng studierte am k.k. Polytechnischen Institut Wien und arbeitete darauf im Büro von Heinrich von Ferstel. Ab 1870 war er bei der Sugárút Építő Vállalat Rt zur Errichtung der Andrássy-Straße in Budapest tätig und für die Planung mehrerer Mietshäuser und öffentlicher Gebäude verantwortlich (u. a. die alte Musikakademie und die alte Kunstgalerie). Später gründete er in Budapest sein eigenes Büro und unterrichtete auch an der k.u. Joseph-Universität für Technik und Wirtschaftswissenschaften Budapest. In einer Bürogemeinschaft mit Antal Steinhardt gewann er während der 1890er Jahre eine Reihe öffentlicher Bauaufträge in ganz Ungarn, oft infolge gewonnener Architektenwettbewerbe.
Láng ließ sich 1912 in Wien nieder und starb 1913 im Alter von 65 Jahren.

## Werke (Auswahl)

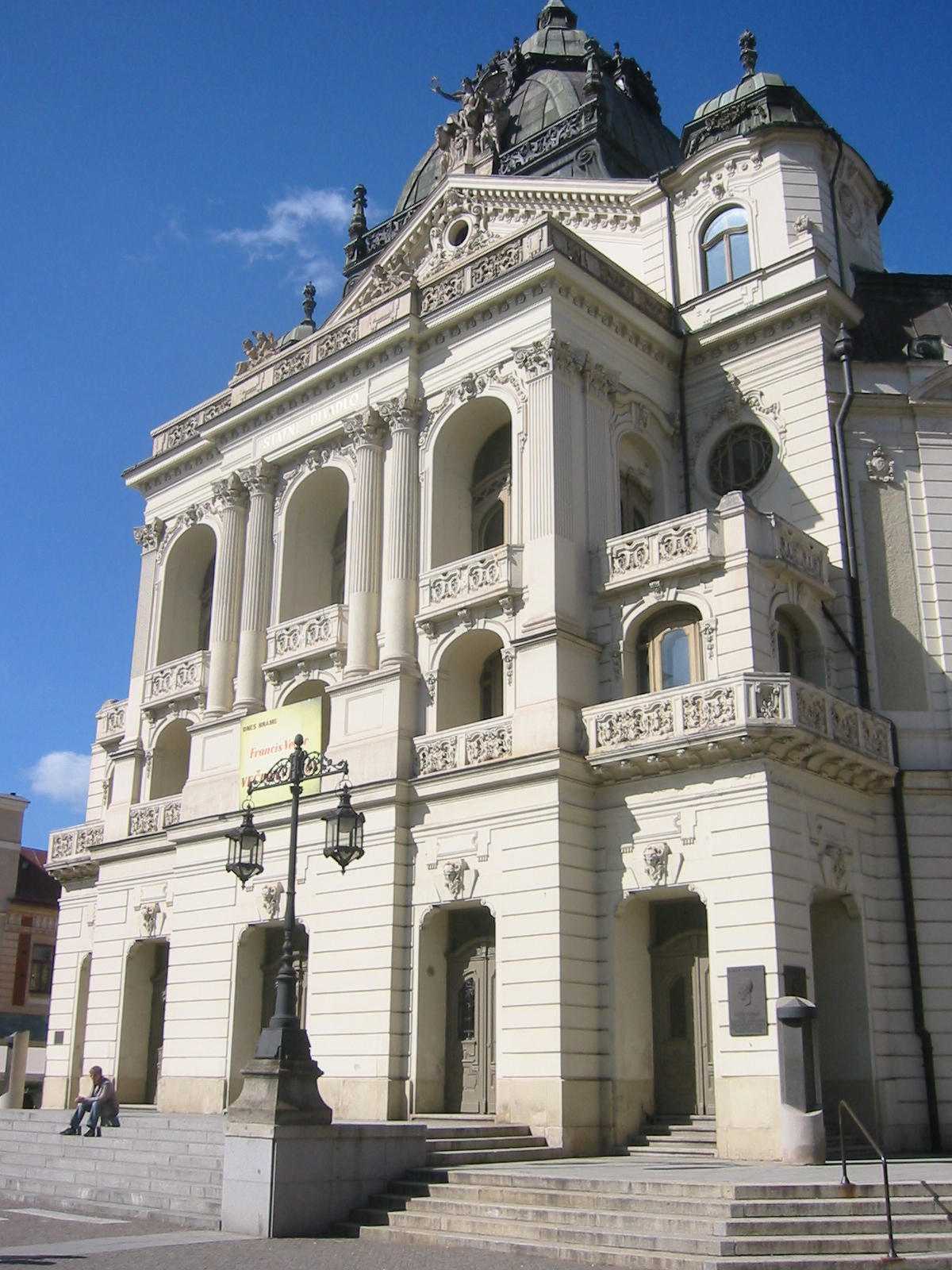
Staatstheater Košice (1899)

- 1875–1877: altes Künstlerhaus, Budapest
- 1877–1879: alte Musikakademie, Budapest
- 1890–1894: Thermalbad, Szeged
- 1890–1895: Nationaltheater, Pécs
- 1893–1896: Kulturpalast (heute Ferenc-Móra-Museum), Szeged
- 1895–1897: Ungarisches Theater, Budapest
- 1879–1899: Nationaltheater, Košice
- 1905–1907: Rathaus, Pécs